# 人類の星の時間

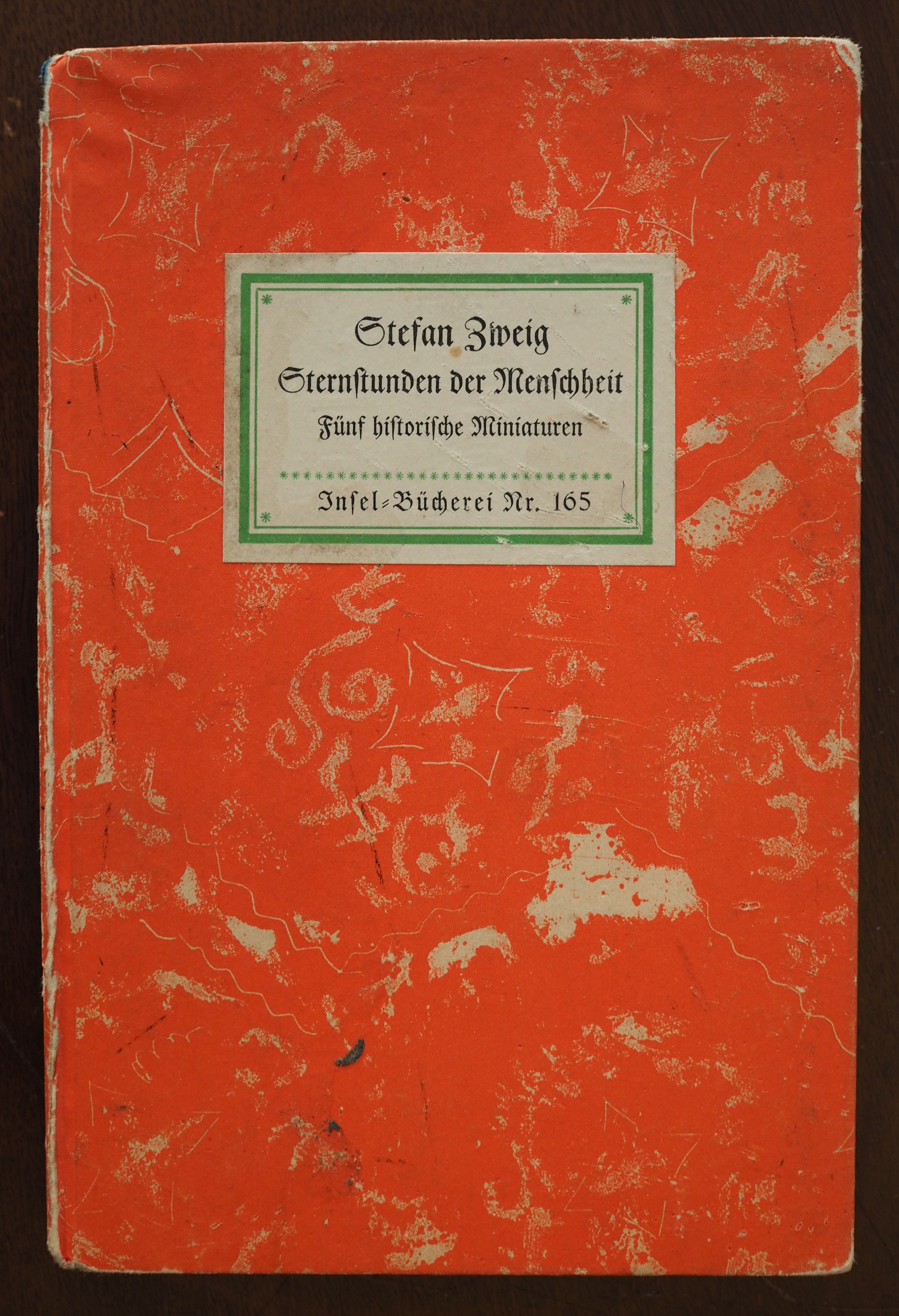
初版の表紙

『人類の星の時間』（じんるいのほしのじかん、ドイツ語: Sternstunden der Menschheit: Zwölf historische Miniaturen）、または『歴史の決定的瞬間』（れきしのけっていてきしゅんかん、英語: Decisive Moments in History）は1927年に出版された、シュテファン・ツヴァイクの歴史短編集。原作はドイツ語で、1940年版の英語訳では題名をThe Tide of Fortuneとした。歴史上の運命的な瞬間（「星の時間」）を描くエッセイ集であり、初版は5本構成だったが、1943年の第2版で12本に、1964年版で14本になった。初版は1928年末までに13万冊売れて成功を収め、以降英語訳、日本語訳など諸国語訳が出版された。

## 内容
ツヴァイクは『人類の星の時間』で歴史を詩人に見立てて、序文で「外的な、または内的な事件にふくまれている魂の真理をわたし自身の仮構で色づけたり誇張したりすることを、あらゆるばあいにわたしは避けた。」と前置きした上で、「星の時間」をエッセイ形式で描いた（片山敏彦訳「序文」全文『人類の星の時間』）。歴史の中には取るに足らない平凡な出来事が多数あり、これらの出来事を取り除くと、歴史を変えた鍵となる出来事、すなわち「星の時間」のみが残る。この「星の時間」には素晴らしい曲が出来上がるといった結果をもたらすこともあれば、一国が滅ぶ残酷な結果をもたらすこともある。
収録された出来事は版によって異なる。1つ以上の版で収録された出来事は下記の通り。
1. キケロ（Kikero[13]）
  - 紀元前43年12月7日、キケロが暗殺される[14]
2. 不滅の中への逃亡[15]（Flucht in die Unsterblichkeit[6]）
  - 1513年9月25日、バスコ・ヌーニェス・デ・バルボアが太平洋を発見[14]
3. ビザンチンの都を奪い取る[15]（Die Eroberung von Byzanz[6]）
  - 1453年5月29日、コンスタンティノープルが陥落[14]
4. ゲオルク・フリードリッヒ・ヘンデルの復活[15]（Georg Friedrich Händels Auferstehung[6]）
  - 1741年8月21日、ヘンデルが『メサイア』を作曲[14]
5. 一晩だけの天才[15]（Das Genie einer Nacht[6]）
  - 1792年4月25日、ルジェ・ド・リールによるラ・マルセイエーズ作曲[14]
6. ウォーターローの世界的瞬間[15]（Die Weltminute von Waterloo[6]）
  - 1815年6月18日、ド・グルーシーがナポレオンの命令に従ったことでナポレオンがワーテルローの戦いに敗北[14]
7. マリーエンバートの悲歌[15]（Die Marienbader Elegie[6]）
  - 1823年9月5日、ゲーテが最後の恋を経てマリーエンバート悲歌（英語版）を書く[14]
8. エルドラード（黄金郷）の発見[15]（Die Entdeckung Eldorados[6]）
  - 1848年1月12日、ジョン・サッターの使用人が砂金を発見、カリフォルニア・ゴールドラッシュが始まる[14]
9. 壮烈な瞬間[15]（Heroischer Augenblick[6]）
  - 1849年12月22日、フョードル・ドストエフスキーが死刑を免れる
10. 大洋をわたった最初のことば[15]（Das erste Wort über den Ozean[6]）
  - 1858年8月5日、サイラス・ウェスト・フィールド（英語版）の大西洋横断電信ケーブルが完成[14]
11. 神への逃走[15]（Die Flucht zu Gott[6]）
  - 1890年10月末、トルストイが『暗闇の中で輝く光（英語版）』のエピローグを書く[16]
12. 南極探検の闘い[15]（Der Kampf um den Südpol[6]）
  - 1912年1月16日、ロバート・スコットが南極点に到達[14]
13. 封印列車[15]（Der versiegelte Zug[6]）
  - 1917年4月9日、ウラジーミル・レーニンが封印列車（ロシア語版）でチューリッヒを離れる[14]
14. ウィルソンの失敗（Wilson versagt[13]）
  - 1919年4月15日、ウッドロウ・ウィルソン米大統領が第一次世界大戦の戦後処理に失敗[14]

## 出版史
1927年の初版では「ウォーターローの世界的瞬間」、「マリーエンバートの悲歌」、「エルドラード（黄金郷）の発見」、「壮烈な瞬間」、「南極探検の闘い」の5本構成であり、これらのエッセイ5本は1912年から1926年までそれぞれ雑誌や新聞で掲載されていたエッセイだった。初版は1928年末までに13万冊も売れる大成功を収め、1936年に発売された短編集では初版に含まれた5本のほか、「ビザンチンの都を奪い取る」と「ゲオルク・フリードリッヒ・ヘンデルの復活」が新しく収録された。
1940年には英語訳がThe Tide of Fortuneという題名で出版され、「壮烈な瞬間」と「神への逃走」以外の12本が収録された。一方、ツヴァイク死後の1943年に出版されたドイツ語版では「キケロ」と「ウィルソンの失敗」以外の12本が収録された。1964年のドイツ語版は14本すべて収録されたが、それ以降に出版された諸国語訳は引き続き「キケロ」と「ウィルソンの失敗」以外の12本収録となっているものが多い。

## 評価と影響
みすず書房が出版した、片山敏彦による日本語訳では「ツヴァイク晩年の傑作」としている。
香港の作家馮睎乾は題名のSternstunden（星の時間）という語に占星術における意味があると指摘した。特定の時間における星の位置が世界の出来事に影響するため、「星の時間」という語が用いられ、のちに「偉大な時間」への隠喩になったという。馮によれば、ツヴァイクは作中で占星術に言及しなかったが、「ウォーターローの世界的瞬間」などで運命の力を強調した。
阿部十三は書評でツヴァイクが「独自の視点で歴史の内側にあるエネルギーの波形を読み取り、決定的な配剤がなされた瞬間をえぐり出している」とし、「ツヴァイクの筆力に凄みが感じられる」と評した。尾崎喜八も書評で『人類の星の時間』の意図が「人類の運命の歴史的・劇的転回点をクローズアップして、これを潑剌と描き出そう」だとしている。尾崎はこの意図が「ゲオルク・フリードリッヒ・ヘンデルの復活」と「ウォーターローの世界的瞬間」が最も顕著な例で、これら2本を傑作だと評した。著述の手法は『エミール・ヴェルハーレン』などツヴァイクのほかの伝記作品に通じるという。一方、個々の章が多くても30ページ程度なので、出来事の背景の描写が足りず、歴史の瞬間や主人公の性格をロマン主義的、神秘的に書くことはできても、ツヴァイクのいう「歴史の力」を汲み取ることはできないとする批判もある。
阿部は「歴史のエネルギーが凝縮されている瞬間」に着目しているという、日本放送協会の『その時歴史が動いた』との共通点を指摘しており、『日経ビジネス』における書評でも「『その時歴史が動いた』の欧州版のような内容」と紹介している。
台湾の作家Emeryは本作が戦間期の作品であることに着目した。この時代では第一次世界大戦の余波を受けて悲観主義が広まっており、Emeryは『人類の星の時間』をツヴァイクの一連の歴史伝記の1つとして捉えた。これらの作品の目的は、人々が過去の「星の時間」に目を向けることで、諦めず希望を持てるようにするためだった（ただし、ツヴァイクは結局第二次世界大戦の衝撃を受けて、1942年に自殺した）。このほか、馮はツヴァイクの著作から「世界の未来は人類が観測できない運命によって形作られるが、それ以上に人類から奪うことのできない、人の意思次第である」ことがわかるだろうと述べた。
Emeryは後に2014年の映画『グランド・ブダペスト・ホテル』を引き合いに出し、「良い過去」への懐古という共通したテーマがあると評した。一方で「1881年生のヨーロッパ人」という出自もあって、題材選びにおけるヨーロッパ中心主義が強く、Emeryは「ツヴァイクの考える『歴史』は、『人類の一部』のものである」と評し、ほかにも「ツヴァイクが選んだ題材は人類というよりは有名人で（偉人とも限らず）、輝いているとも限らない」とする評論もある。

## 書誌情報

### 原作
- Zweig, Stefan (1927). Sternstunden der Menschheit: Fünf historische Miniaturen (ドイツ語). Leipzig: Insel Verlag.
- Zweig, Stefan (1943). Sternstunden der Menschheit: Zwölf historische Miniaturen (ドイツ語). Stockholm: S. Fischer Verlag.
- Zweig, Stefan (1964). Sternstunden der Menschheit: Zwölf historische Miniaturen (ドイツ語). Frankfurt am Main: Fischer Taschenbuch Verlag. ISBN 3-596-20595-6。
- Zweig, Stefan (1964). Sternstunden der Menschheit: Vierzehn historische Miniaturen (ドイツ語). Frankfurt am Main: Fischer Taschenbuch Verlag. ISBN 3-596-20595-6。
  - Zweig, Stefan (2021). Sternstunden der Menschheit: Vierzehn historische Miniaturen (ドイツ語). Reclam. ISBN 978-3-15-961857-9。

### 日本語訳
- ステファン・ツワイク 著、芳賀檀 訳『人生の星輝く時』三笠書房、1952年8月。
- 片山敏彦 訳『ツヴァイク全集』 第8巻、みすず書房、1961年4月。
  - 『人類の星の時間 ツヴァイク全集〈5〉』みすず書房、1972年12月。ISBN 978-4-622-00005-1。新版
  - 『人類の星の時間』みすず書房〈みすずライブラリー〉、1996年9月。ISBN 978-4-622-05006-3。新装版
  - 『人類の星の時間』グーテンベルク21（電子書籍）で再刊。2016年12月
- シュテファン・ツヴァイク 著、辻瑆 訳『歴史の決定的瞬間』白水社、1969年。 NCID BN05192709。全国書誌番号:64009331。抄訳版
  - シュテファン・ツヴァイク 著、辻瑆 訳『歴史の決定的瞬間』白水社、1997年。ISBN 4-560-02806-0。全国書誌番号:98039488。新装復刊

### 英語訳
- Zweig, Stefan (1955) [1940]. The Tide of Fortune: Twelve Historical Miniatures (英語). Translated by Paul, Eden; Paul, Cedar. London: Cassell. Title Page.
- Zweig, Stefan (1999). Decisive Moments in History: Twelve Historical Miniatures (英語). Translated by Bangerter, Lowell A. Ariadne Press.

### その他の言語
- Zweig, Stefan (1939). Les Heures étoilées de l'humanité (フランス語). Translated by Hella, Alzir. Paris: B. Grasset.
- Zweig, Stefan (2012). Moments estel·lars de la humanitat (カタロニア語). Translated by Pous, Maria. ISBN 978-84-7727-421-6。
- Zweig, Stefan (2005). Momenti fatali (イタリア語). Translated by Berra, Donata. ISBN 978-88-459-1998-5。
- 斯蒂芬·茨威格 (2004). 人类的群星闪耀时 (中国語). Translated by 舒, 昌善. 桂林: 广西师范大学出版社. ISBN 978-7-5633-4912-8。
- 史蒂芬．褚威格 (10 March 2021). 人類群星閃耀時：14個容易被人忽略卻又意義深遠的「星光時刻」 (中国語). Translated by 姜, 乙. 台湾: 方舟文化. ISBN 978-986996683-2。